# 부안 수성당
부안 수성당(扶安 水城堂)은 대한민국 전북특별자치도 부안군에 있는 건축물이다. 1974년 9월 27일 전라북도의 유형문화재 제58호로 지정되었다.

## 개요
서해를 다스리는 바다의 여신과 그의 딸 8자매를 함께 모신 제당이다.
전설에 따르면 바다의 여신은 우리나라의 각 도에 한 명씩 딸을 시집보내고 막내딸만을 데리고 살면서, 서해의 깊이를 재어 어부들의 생명을 보호해 준다고 한다.
조선 순조 4년(1804)에 지어진 것으로 알려진 이 건물은 수백 년을 이어온 제당으로 1칸 규모의 기와집이다.
해마다 정월 대보름에 격포 마을에서는 3가지 색깔의 과실과 술·과일·포 등의 간단한 제물을 차려놓고 풍어(豊漁)와 무사고를 비는 제사를 정성껏 올린다.

## 참고 자료
- 수성당 - 국가유산청 국가유산포털